# 1321

## Události
- 21. února velký turnaj na pražském staroměstském tržišti, při kterém se zranil Jan Lucemburský
- velké povodně v Praze

## Narození
- 5. června – Johana Anglická, skotská královna z dynastie Plantagenetů jako manželka Davida II. († 7. září 1362)
- ? – Čang Š'-čcheng, jeden z vůdců Povstání rudých turbanů, císař povstaleckého státu Čou († 1367)
- ? – Jakub I. z Urgellu, aragonský infant a hrabě z Urgellu († 15. listopadu 1347)

## Úmrtí
- 12. ledna – Marie Brabantská, francouzská královna jako manželka Filipa III. (* 1254)
- 25. února – Beatrix z Avesnes, lucemburská hraběnka a regentka (* ?)
- 31. května – Birger Magnusson, švédský král (* 1280)
- 18. března – Matúš Čák Trenčanský, uherský magnát (* asi 1260)
- 14. září – Dante Alighieri, italský básník, autor Božské komedie (* 1265)
- 29. října – Štěpán Uroš II. Milutin, srbský král (* ?)
- 27. listopadu – Kunhuta Přemyslovna, dcera Přemysla Otakara II. (* 1265)

## Hlava státu
- České království – Jan Lucemburský
- Svatá říše římská – Ludvík IV. Bavor – Fridrich Sličný
- Papež – Jan XXII.
- Anglické království – Eduard II.
- Francouzské království – Filip V.
- Kastilské království – Alfons XI. Spravedlivý
- Polské knížectví – Vladislav I. Lokýtek
- Uherské království – Karel I. Robert
- Byzantská říše – Andronikos II. Palaiologos
- Osmanská říše – Osman I.